# Beilicats d'Anatòlia

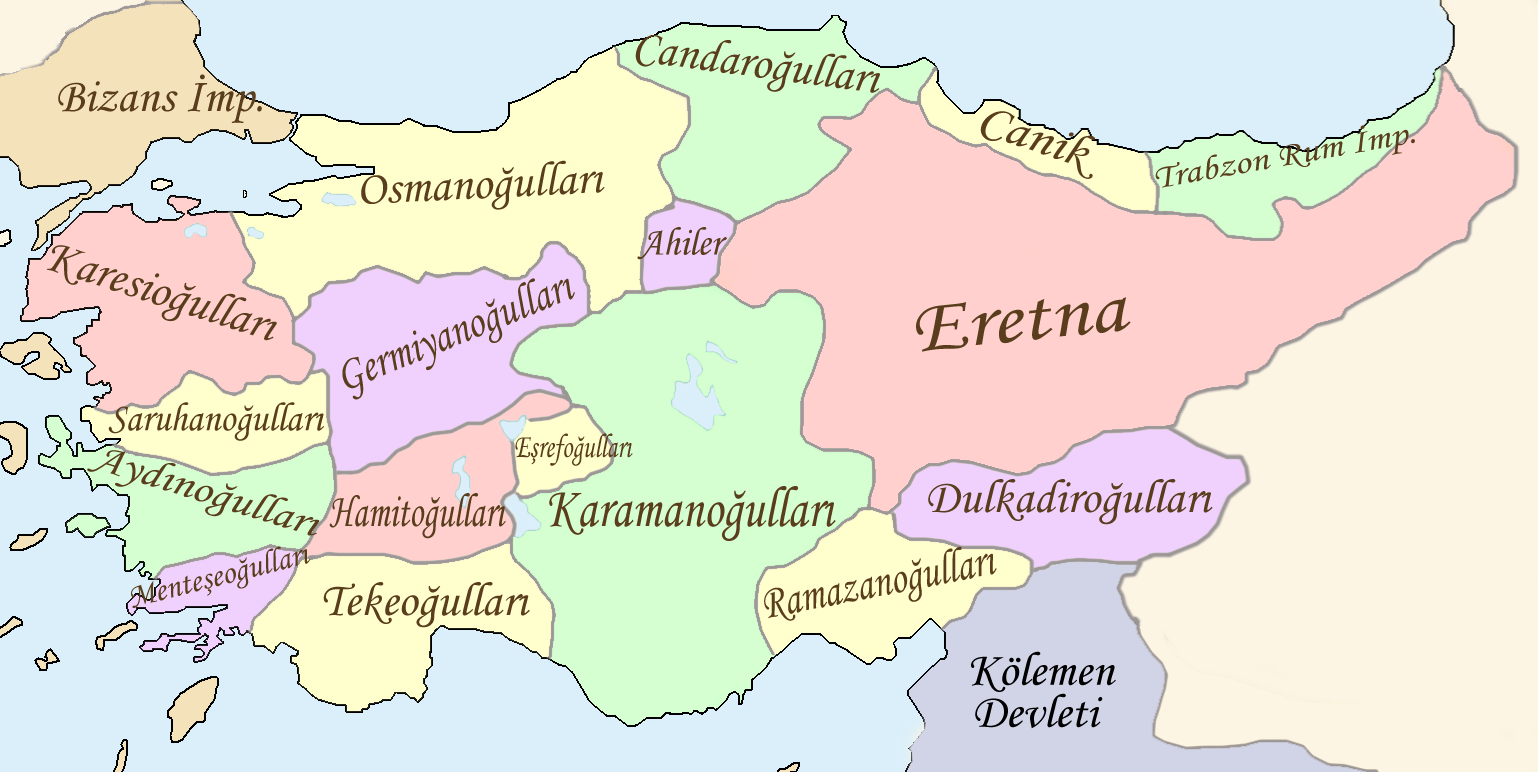
Mapa dels beilicats vers el

Els beilicats d'Anatòlia (turc: Anadolu beylikleri; turc otomà: tavâif-i mülûk) foren els petits emirats turcs governats per beis tot al llarg d'Anatòlia. Inicialment eren vassalls del Soldanat de Rum, però després que aquest fos derrotat pels mongols en la batalla de Köse Dağ (1243), els beilicats començaren a independitzar-se i a expandir-se cap a l'oest d'Anatòlia lluitant contra l'Imperi Romà d'Orient o entre si. A partir del 1350 el beilicat d'Osman-oğhlu, regit per Osman I, començà a imposar la seva hegemonia sobre la resta de beilicats i vers el 1500 havia sotmès tot Anatòlia; era l'inici de l'Imperi Otomà.

## Etimologia i ús
La paraula «beilicat» designa el territori sota la jurisdicció d'un bei, que es podria traduir vagament com a 'senyor'. A part del seu context inicial, a partir del 1500's i seguint l'expansió de l'Imperi Otomà, també es varen començar a denominar beilicats els "regnes" autònoms establerts entre les actuals Algèria i Tunísia tot i presentar una estructura política diferent a la dels beilicats d'Anatòlia originaris.

## Història

### Origen dels beilicats
Després de la derrota romana d'Orient de l'any 1071 en la batalla de Mantziciert contra el clan turc dels seljúcides, diverses tribus de turcs Oghuz començaren a migrar cap Anatòlia. El clan seljúcida fundà un imperi centralitzat amb base a la seva capital, Konya, i afavorí la immigració d'altres tribus de turcs Oghuz radicades a l'Àsia central per tal que colonitzessin Anatòlia. El clan seljúcida, establert com a dinastia regnant, assentà aquestes tribus a les zones fronteres (marques) amb l'Imperi Romà d'Orient per tal d'evitar qualsevol contraatac romà d'Orient. El cap de la zona fronterera (marques) rebé la denominació de bei, i més concretament uç beyi o uj begi (uç és un terme turc per designar una zona fronterera (marques). Les tribus turques, liderades pels beis respectius, rebien ajut militar i financer dels seljúcides en cas d'atac romà d'Orient, actuant d'aquesta manera com a vassalls de l'Imperi Seljúcida.

### Enfortiment i expansió dels beilicats
Però el 1243 els mongols envaïren l'Anatòlia i derrotaren els seljúcides, que a partir d'aleshores es veieren obligats a retre vassallatge a l'imperi Mongol i després als mongols de l'Il-kanat. Això va deteriorar l'autoritat de la dinastia seljúcida davant de la resta de tribus turques d'Anatòlia, fet que encoratjà als beis a declarar-se independents. Davant l'afebliment creixent de l'Imperi Romà d'Orient, els beis continuaren la seva ofensiva contra l'occident atacant les ciutats romanes d'Orient de l'Àsia Menor; d'aquesta manera, molts turcs prosseguiren colonitzant l'Anatòlia i es fundaren nous beilicats en els territoris conquerits als romans d'Orient, genovesos o templers.

### Els beilicats a l'arribada de la Companyia Catalana d'Orient

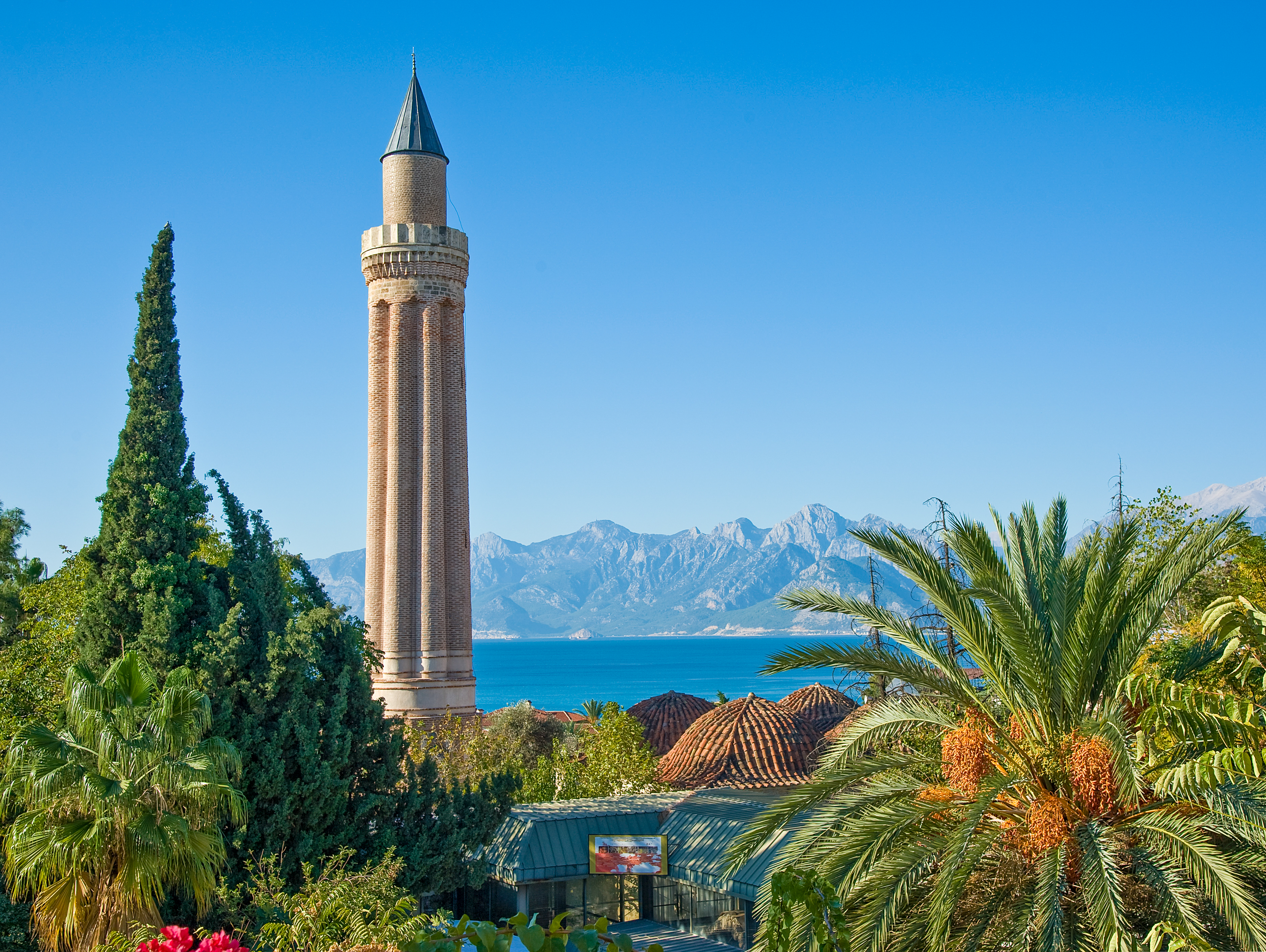
Mesquita Yivli Minare Mosque, símbol d'Antalya i construïda en el beilicat de Teke vers el 1375

Vers el 1300 els trucs ja havien arribat a les costes de la mar Egea. Els beilicats més poderosos eren els de Karaman-oğhlu (o Karamànides) i el Germiyan, a la zona centrooccidental de l'Anatòlia. El beilicat d'Osman-oğhlu, regit per Osman I, fundador de l'Imperi Otomà, estava situat a la zona nord-occidental, tenint com a capital la vila de Söğüt, i tenia un poder insignificant. Al llarg de la costa egea i de nord a sud, hi havia el beilicat de Karesi-oğhlu, el Saruhan, el beilicat d'Aydın-oğhlu, Mendeixia i Teke. El beilicat de Candar-oğhlu controlava la regió de la mar Negra a l'entorn de Kastamonu i Sinope.

### El beilicat d'Osman-oğhlu, fundador de l'Imperi Otomà
Després que la Companyia Catalana d'Orient fos retirada d'Anatòlia per l'emperador romà d'Orient Andrònic II, Osman I, bei del beilicat d'Osman-oğhlu s'annexionà el beilicat de Karesi-oğhlu i el 1354 avançà fins a Rumèlia. Ràpidament esdevingué suficientment poderós per rivalitzar amb el beilicat de Karaman-oğhlu, que fins aleshores havia estat el més poderós. Cap a finals del segle xiv els otomans consolidaren encara més el seu poder sobre tota l'Anatòlia a través de la compra de viles o l'establiment d'aliances matrimonials.
No obstant això, el beilicat de Karaman-oğhlu atacà diverses vegades als otomans amb l'ajut de diversos aliats: els Mamelucs, els Ak Koyunlu, els romans d'Orient, o els magiars, el resultat en fou un afebliment progressiu i la pèrdua de poder per part del beilicat de Karaman-oğhlu. A finals del segle xiv, els otomans acabaren per conquerir vastes àrees del Karamanoğlu i d'altres beilicats. Tan sols la derrota otomana en la batalla d'Ankara (1402) contra Tamerlà alleugerí la pressió temporalment.
Però els otomans es recuperaren àpidament sota el govern d'Orhan i el seu fill Murad II reincorporant la majoria dels beilicats cap al 1430. La conquesta final del beilicat de Karaman-oğhlu tingué lloc durant el regnat de l'otomà Mehmed IIm qui conquerí les seves terres i es consolidà com a sobirà principal de l'Anatòlia. Els darrers beilicats a caure foren el beilicat de Ramazan-oğhlu i el beilicat de Dulkadir-oğhlu entre el 1515 i el 1534, unificant d'aquesta manera tot el territori de l'Anatòlia sota el govern dels otomans.

### Els beilicats dins de l'Imperi Otomà
A partir del 1500 molt dels antics beilicats esdevingueren l'estructura sobre la qual s'organitzà la divisió administrativa de l'Imperi Otomà.

## Llista de beilicats d'Anatòlia
Seguidament es presenten dues llistes dels beilicats d'Anatòlia. En la primera llista hi ha els beilicats primigenis creats a l'est d'Anatòlia després de la batalla de Mantziciert del 1071, en la qual els romans d'Orient foren derrotats pels seljúcides. Aquests beilicats primigenis eren territoris estrictament vassalls del Soldanat de Rum.
En la segona llista hi ha els beilicats creats a l'occident anatòlic i que emergiren després de la derrota i sotmetiment dels seljúcides a mans dels mongols arran de la batalla de Köse Dağ del 1243. Aquests beilicats s'independitzaren progressivament dels seljúcides i es constituïren en estats sobirans que lluitaven entre si o contra l'Imperi Romà d'Orient per tal d'aconseguir l'hegemonia sobre tota l'Anatòlia.
Beilicats primigenis orientals i vassalls fundats després de la Batalla de Mantziciert:
| Nom del beilicat                    | Capital                                    | Duració                          |
| Çaka Bey                            | Esmirna                                    | 1081 - 1098                      |
| Ahlatxahs (també anomenat Sökmenli) | Ahlat                                      | 1085 - 1192                      |
| Artuklu                             | Tres branques a Hasankeyf, Mardin i Harput | Diferent duració per cada branca |
| Danixmend Ghazi                     | Sivas                                      | 1071 - 1178                      |
| Beilicat de Dilmaç                  | Bitlis                                     | 1085 - 1192                      |
| İnaloğlu                            | Diyarbekir                                 | curta durada                     |
| Mengücek                            | Erzincan, després Divriği                  | 1071 - mitjan segle xiii         |
| Saltuklu                            | Erzurum                                    | 1092-1202                        |

Beilicats independents fundats després de la derrota seljúcida a la Batalla de Köse Dağ:
| Nom del beilicat                                                            | Capital                                           | Duració   |
| Alaiye (vassalls de Karaman-oğhlu)                                          | Alanya                                            | 1293-1471 |
| beilicat d'Aydın-oğhlu (vassalls dels germiyànides)                         | Birgi, després Ayasluğ (Selçuk)                   | 1300-1425 |
| beilicat de Candar-oğhlu (també anomenat İsfendiyar-oğhlu)                  | Kastamonu                                         | 1300-1466 |
| Çoban-oğhlu (precedent de Candar-oğhlu)                                     | Kastamonu                                         | 1227-1300 |
| beilicat de Dulkadir-oğhlu                                                  | Maraş                                             | 1337-1522 |
| Eretna                                                                      | Sivas, després Kayseri                            | 1326-1380 |
| Eşref-oğhlu                                                                 | Beyşehir                                          | 1250-1322 |
| beilicat dels germiyànides                                                  | Kütahya                                           | 1239-1429 |
| beilicat de Hamit-oğhlu                                                     | Eğirdir                                           | 1300-1391 |
| Kadi Burhan al-Din                                                          | Kayseri (reemplaçant Eretna)                      | 1381-1398 |
| beilicat de Karaman-oğhlu                                                   | Larende (Karaman)                                 | 1256-1487 |
| (vassalls dels germiyànides)                                                | Balıkesir                                         | 1303-1345 |
| Beilicat de Ladik (també anomenat İnanç-oğhlu) (vassalls dels germiyànides) | Denizli                                           | 1276-1368 |
| Mendeixia (vassalls dels germiyànides)                                      | Milas                                             | 1261-1414 |
| beilicat d'Osman-oğlu (després Imperi Otomà)                                | Söğüt, després Bursa, Dimetoka, Edirne i Istanbul | 1299-1922 |
| Pervanèides                                                                 | Sinope                                            | 1277-1322 |
| Ramazanoğulları                                                             | Adana                                             | 1379-1510 |
| Sahipataoğulları                                                            | Afyonkarahisar                                    | 1275-1341 |
| beilicat de Saruhan-oğhlu (vassalls dels germiyànides)                      | Manisa                                            | 1300-1410 |
| beilicat de Teke (vassalls de Hamit-oğhlu)                                  | Antalya                                           | 1321-1423 |

## Llista d'estats no-turcs (i no-musulmans) d'Anatòlia contemporanis als beilicats
Tres regions d'Anatòlia restaren cristianes fins que foren conquerides ja en temps de l'Imperi Otomà: 
- Regne d'Armènia Menor, fins al 1375
- Filadelfia (Lídia) (actualment Alaşehir) restà sota la protecció de l'orde de Malta fins al 1390.
- Imperi de Trebisonda, fins al 1461